# Tift
Tift är en liten by på landsbygden i tätorten Linköpings omedelbara närhet. Tift består av ett antal äldre gårdar utmed vägen mellan Värö och Kaga (länsväg 1035) samt ett antal mer nybyggda hus längs samma sträcka. Byn hade en hållplats på Mellersta Östergötlands Järnväg och på en byggnad utmed den forna järnvägens sträckning sitter hållplatsnamnet Tift ännu kvar. Aktuell kollektivtrafik idag är Östgötatrafikens busslinje 572. Vid Tift Bäckgård finns en enklare campingservice i form av en husbilsparkering för övernattning.
Tift gav tidigare namn åt den i dess närhet belägna Trafikplats Linköping Västra, där E4 korsar riksväg 34. 